# Gilles Tréhin
Gilles Tréhin, född 1972, är en fransk savant som bland annat är känd för sin fantasiskapelse Urville, den tänkta staden är belägen i södra Frankrike och bebos av 17 miljoner invånare. Tréhin har under ett antal år skapat mycket detaljerade beskrivningar av den fingerade staden både i form av projektionsritningar och skriftliga berättelser. Staden finns även beskriven i en bok av Tréhin.